# Georgeblackara
× Georgeblackara (abreviado Gbka) es un híbrido intergenérico entre los géneros de orquídeas Comparettia × Leochilus × Oncidium × Rodriguezia. Fue publicado en Orchid Rev. 97(1146, cppo): 8 (1989).